# Giuseppe Mori (Kardinal)
Giuseppe Kardinal Mori (* 24. Januar 1850 in Loro Piceno, Provinz Macerata, Italien; † 30. September 1934 ebenda) war ein Kurienkardinal der römisch-katholischen Kirche.

## Leben
Giuseppe Mori studierte Katholische Theologie in Fermo und Rom. Im Jahre 1874 empfing er das Sakrament der Priesterweihe und wirkte anschließend in der Diözese Rom als Gemeindeseelsorger. 1880 erhielt er den Titel eines Päpstlichen Geheimkämmerers ehrenhalber. Ab 1885 nahm er verschiedene Aufgaben bei der Römischen Kurie wahr, besonders im Bereich des Rechnungswesens. 1908 wurde er Untersekretär bei der Kongregation für die Ordnung der Sakramente. 1916 erhielt er die Ernennung zum Sekretär für Rechtsfragen und 1922 wurde er als Kardinaldiakon mit der Titeldiakonie San Nicola in Carcere in das Kardinalskollegium aufgenommen. 1933 wurde er durch Papst Pius XI. unter Beibehaltung seiner Titelkirche zum Kardinalpriester pro hac vice erhoben.
Giuseppe Mori starb am 30. September 1934 in seinem Heimatort, wo er auch beigesetzt wurde.